# Возрождение иврита
Возрожде́ние иври́та — процесс, который начался в Европе и Земле Израильской в конце XIX — начале XX века, в результате которого иврит из литургического и литературного языка стал разговорным и общеупотребительным. Возрождению иврита предшествовало прибытие новых евреев в Палестину к уже существующим еврейским общинам в первой половине XIX века и заселение местных земель, когда новоприбывшие и местные евреи стали использовать в качестве лингва-франка иврит — общую лингвистическую для всех еврейских этнических групп черту. В то же время в Европе происходило параллельное развитие иврита, которое превратило язык из преимущественно литургического в литературный, что сыграло ключевую роль в развитии еврейских националистических образовательных программ. Современный иврит был одним из трёх официальных языков подмандатной Палестины (наряду с английским и арабским), а после израильской Декларации независимости в 1948 году — одним из двух официальных языков Израиля, наряду с арабским. Новый закон, принятый в июле 2018 года, присвоил арабскому языку «особый статус» и сделал иврит единственным официальным языком в Израиле. Возрождение иврита было более чем лингвистическим процессом, например, оно являлось одним из основных принципов сионизма.
Возвращение иврита к регулярному использованию уникально: пока что нет других примеров естественного языка, который из состояния мёртвого был бы восстановлен в полноценный живой язык с несколькими миллионами носителей, равно как и нет иных примеров того, чтобы язык богослужения становился национальным для миллионов людей.
Процесс возрождения иврита привнёс в язык множество изменений и дополнений. И хотя первоначальные лидеры восстановления языка утверждали, что они лишь продолжают «с того места, где закончилась жизненная сила иврита», то, что было создано в итоге, представляло собой широкую базу для объединения различных лингвистических элементов — современный иврит состоит из собственно иврита разных периодов своего развития, а также из других еврейских языков, используемых европейскими, североафриканскими и ближневосточными еврейскими общинами, в основном идиша.

## Предпосылки
Исторические записи свидетельствуют о существовании библейского иврита (первого еврейского языка) с X века до н. э. до позднего периода Второго Храма (заканчивающегося в 70 году н. э.), после чего он постепенно развивается в мишнаитский иврит. В то же время, примерно с VI века до н. э. и до Средневековья многие евреи говорили на родственном семитском языке, арамейском. Со II века н. э. до момента возрождения иврита в качестве разговорного языка около 1880 года иврит служил лишь в качестве литературного и литургического языка. После того, как мишнаитский иврит перестал быть разговорным во II веке н. э., на иврите ещё много веков не говорили как на родном языке.
Тем не менее, в Средние века иврит всё же использовался евреями для различных вещей. Это использование сохранило значительную часть черт, характерных для иврита. В первую очередь, классический иврит в полном объёме сохранился через хорошо узнаваемые источники, главным образом Танах (особенно те части, которые использовались в литургии, такие как Тора, Хафтара, Мегиллот и Псалтирь) и Мишна. Кроме того, иврит был известен через различные гимны, молитвы, мидраши и тому подобное.
В Средние века и позже иврит продолжал использоваться в раввинской литературе и в переписке между евреями разных стран, в том числе в респонсах и книгах по Галахе. В большинстве случаев, тем более по сравнению с европейскими языками XVIII-XIX вв., использование иврита выглядело довольно неестественно: язык содержал много цитат, идиом, неграмматических форм, был слишком витиеватым и литературным, находился под слишком сильным влиянием других языков, особенно арамейского.

### Варианты произношения
Иврит использовался не только как язык письма, но и как язык для песнопений в синагогах и в бет-мидрашах. Таким образом, ивритская фонология и произношение гласных и согласных были сохранены. Несмотря на это, региональное влияние других языков вызвало много изменений, ведущих к развитию различных форм произношения:
- Ашкеназский диалект, используемый евреями Восточной и Западной Европы (ашкеназы). В основном сохранил структуру гласных, но, по-видимому, перенёс стандартное ударение в слове и потерял геминацию. Это нельзя узнать наверняка, поскольку нет никаких записей о том, как звучал язык или его диалекты. В данной форме произношения есть вариации гласных и согласных, которые довольно похожи на те, что были записаны масоретами в VII веке н. э., что свидетельствует о наличии сильной связи с языком, который слышали масореты. Например, там, где мы видим две разных гласных или согласную с дагешем и без него различие будет также слышно и в ашкеназских диалектах.
- Сефардский диалект, используемый сефардами. Сохранил структуру, отличную от стандартного никуд только из пяти гласных, но оставил согласные, грамматическое ударение, дагеш и шва. Однако разные способы написания согласных не всегда слышны во всех сефардских произношениях. К примеру, в голландско-сефардском произношении нет различий между буквой «бет» (ивр. ב‎) с дагешем и без него: в обоих случаях звук произносится как «б». «Тав» (ивр. ת‎) всегда произносится как «т», без дагеша или с ним. Подобное слияние могло возникнуть в двух случаях: в некоторых сефардских произношениях разница между словами со временем исчезла, либо там её и вовсе первоначально не было — местное произношение происходит от отдельного еврейского диалекта, который всегда был здесь и на который масореты не ссылались.
- Йеменский диалект, который, по мнению профессора Аарона Бар-Адона, сохранил большую часть классического ивритского произношения, но был едва известен, когда происходило возрождение иврита.

В каждом из этих видов произношения также существуют различные подгруппы. Например, можно было заметить различия между ашкеназским ивритом, используемым польским, литовским и немецким еврейством.
За пятьдесят лет, предшествовавших началу процесса возрождения, на рынках Иерусалима уже существовала своеобразная версия разговорного иврита. Евреи-сефарды, которые говорили на ладино или арабском языке, и евреи-ашкеназы, которые говорили на идише, нуждались в общем языке в коммерческих целях. Самым очевидным выбором для общего языка в этой ситуации был иврит. И хотя в данном случае они использовали иврит для общения, это был не родной язык, а скорее пиджин.
Лингвистическая ситуация, на фоне которой происходил процесс возрождения, была связана с диглоссией, когда в одной культуре по сути существуют два языка: один — престижный, используемый высшим классом, а второй — на котором общается низший и средний класс соответственно. В Европе, начиная с английского в XVI веке, это явление ослабевало, однако всё ещё существовали различия между разговорной и письменной речью. Среди евреев Европы ситуация в целом была похожей, однако:
- Идиш служил в качестве разговорного языка между евреями.
- Язык местной культуры (в зависимости от страны) использовался в обычной речи, а также в письме.
- Иврит использовался в богослужении.

На арабском Ближнем Востоке ладино и разговорный арабский были основными разговорными языками в еврейских общинах (при этом ладино был более распространён в арабских странах Средиземноморья, в то время как арабский, арамейский, курдский и персидский языки были популярнее у евреев на востоке). Вместе с тем классический арабский использовался в письме, а иврит — в литургии (хотя некоторые еврейские учёные из арабского мира, такие как Маймонид (1135—1204), писали в основном на арабском или еврейско-арабском языках).

## Возрождение литературного иврита

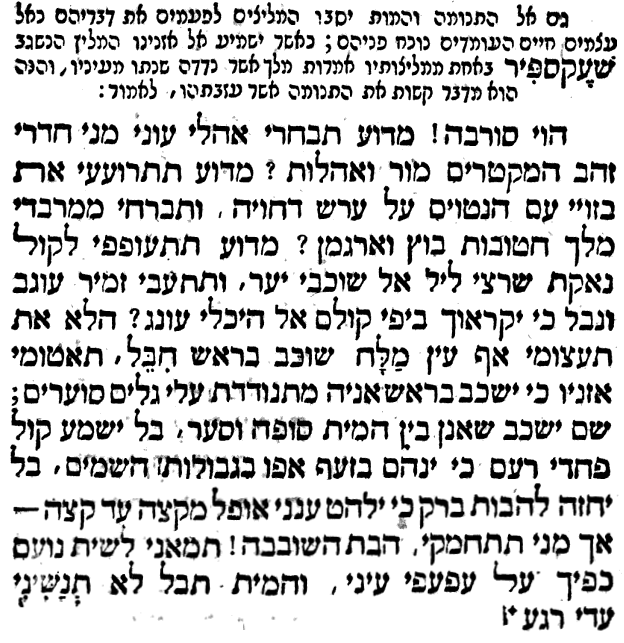
Первый известный перевод Шекспира на иврит, 1816 год. Монолог из Генрих IV, часть 2

Возрождение иврита на практике происходило в двух параллельных направлениях: возрождение литературного (письменного) иврита и возрождение разговорного иврита. В первые несколько десятилетий эти два процесса не были связаны друг с другом и, более того, происходили в разных местах: в то время как литературный иврит формировался в европейских городах, разговорный иврит развивался в основном в Палестине. Эти два движения начали объединяться только в начале 1900-х годов, вехой в этом процессе была иммиграция Хаима Нахмана Бялика в Палестину в 1924 году. Но и после перемещения центра формирования литературного иврита в Палестину разговорный и письменный варианты языка различались, кроме того, эта разница сохраняется и сегодня. Черты разговорного иврита начали проникать в литературу только в 1940-х годах, и только в 1990-х годах разговорный иврит начал широко использоваться в романах.
Возрождению иврита предшествовало движение еврейского возрождения — хаскала. Члены движения, «маскилим», продвигали идею создания литературы на иврите.
Для литературы этого периода характерен пуризм (использование исключительно слов из танаха) и высокий стиль.
Менделе Мойхер-Сфорим и другие писатели создавали на иврите романы, рассказы, пьесы, новеллы.

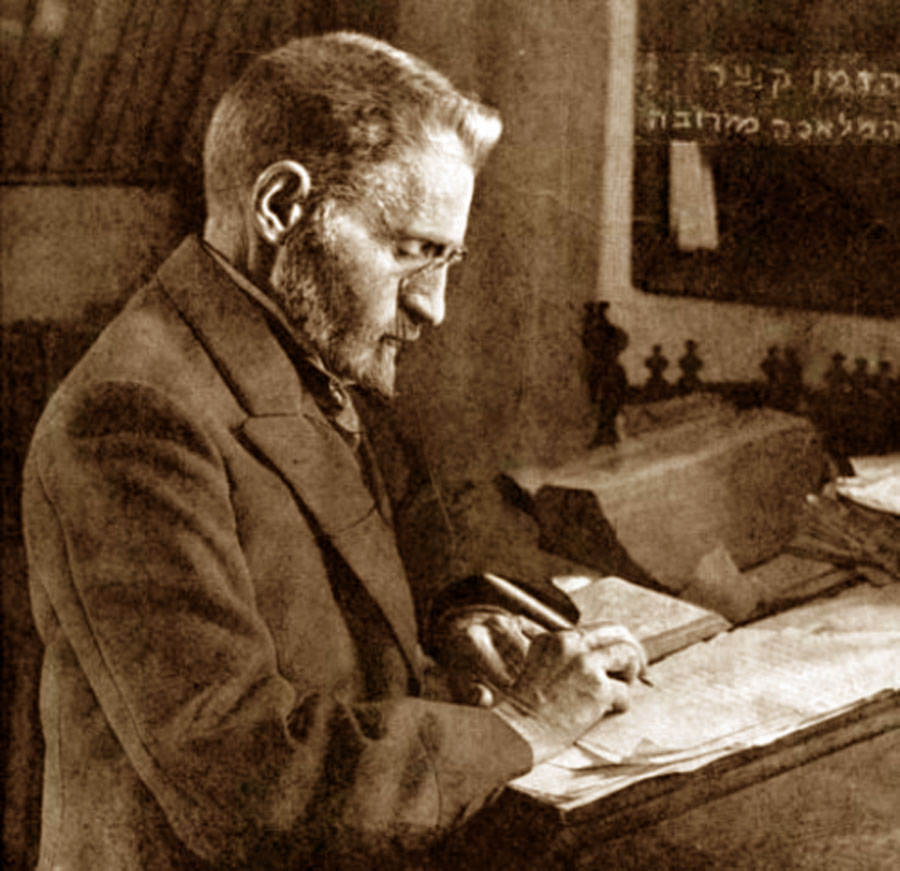
Элиэзер Бен-Йехуда

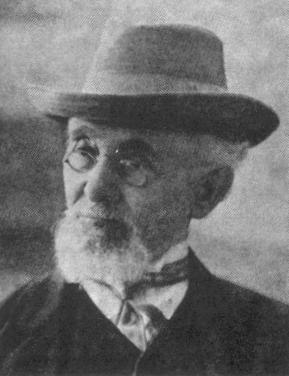
Менделе Мойхер-Сфорим

На иврит начали переводить произведения западной литературы. Например, «Двадцать тысяч льё под водой» и «Путешествие к центру Земли» Жюля Верна были переведены на иврит в 1877 или 1878 году.

## Возрождение разговорного иврита
Начиная со Средних веков евреи Ближнего Востока и Европы, носители различных разговорных языков, использовали иврит для общения.
Евреи Палестины, говорившие на арабском, ладино, идише и французском, использовали версию средневекового иврита. Иврит использовался на иерусалимском рынке по крайней мере с XIX века.
Элиэзер Бен-Йехуда считается человеком, «оживившим» иврит. Однако его основной вклад — идеологический и символический. Он был первым, кто поднял идею возрождения иврита и начал публикацию статей в газетах на эту тему. Бен-Йехуда приехал в Палестину в 1881 году и работал над тем, чтобы превратить иврит в современный язык, подходящий реалиям конца XIX века и удобный для общения в будущем возрождённом еврейском государстве. Он поселился в Иерусалиме и посвятил свою жизнь воплощению этой мечты. Его старший сын Бенцион (Итамар Бен-Ави, 1882-1943) был первым ребёнком, для которого иврит был родным. В честь Бен-Йехуды назван добровольный проект, обеспечивающий свободный доступ к текстам на иврите.
Решающий вклад в возрождение иврита внесли Первая и Вторая алия. Начали открываться школы на иврите, он стал систематически использоваться в ежедневном общении.